# Knotfest
Knotfest es un festival de música creado en 2012 por la banda estadounidense de nu metal Slipknot y su mánager de larga trayectoria, Cory Brennan, quien también es CEO de 5B Artist Management. Este evento se ha realizado tanto como un festival itinerante como un festival de destino en varios países, entre ellos Estados Unidos, Canadá, Japón, Alemania, México, Brasil, Australia, Colombia, Francia, Chile y Argentina. Además de Slipknot, Knotfest ha contado con una variada lista de artistas destacados, entre los que se incluyen Deftones, Marilyn Manson, Lamb of God, Bring Me the Horizon, Judas Priest, Pantera, entre otros.
El festival fue anunciado oficialmente el 4 de junio de 2012. Como parte de su "experiencia de carnaval oscuro", el festival ofreció una variedad de actividades, entre las que se incluían carpas de circo, pilares de fuego, juegos mecánicos, espectáculos de burlesque, tragafuegos, círculos de tambores hechos con autos de desguace y paredes para graffiti. Además, en los dos primeros eventos se presentó por primera vez un museo dedicado a Slipknot.
"Se trata de divertirse y volverse loco, llevando las cosas al nivel que solían tener", dijo Shawn "Clown" Crahan de Slipknot a Rolling Stone. "Es el momento de realmente sumergirnos en esta idea conocida como Knotfest, donde tenemos el control y creamos un día dedicado a nuestra mentalidad, nuestras ideas, las personas con las que queremos tocar, y aquellas que creemos que nuestros fanáticos desean tener cerca... Cuando todos se vayan, sus sentidos estarán sobrecargados, y me refiero a olores, vistas, sonidos, el cuerpo, todo estará estimulado, porque eso es lo que hace Slipknot."
El Knotfest inaugural fue un evento de dos ciudades que tuvo lugar el 17 de agosto de 2012 en Council Bluffs, Iowa, y el 18 de agosto de 2012 en Somerset, Wisconsin. Entre las bandas del cartel se encontraban Deftones, Lamb of God y Cannibal Corpse. El 24 de marzo de 2014 se anunció oficialmente el Knotfest Japón, el cual se celebraría los días 15 y 16 de noviembre en el Makuhari Messe de Tokio. Los cabezas de cartel fueron Slipknot, Korn y Limp Bizkit. Durante la primera fecha del Mayhem Festival 2014, se anunció el Knotfest del mismo año, que se llevaría a cabo en el Anfiteatro San Manuel en San Bernardino, California, del 24 al 26 de octubre. El Knotfest 2015 se celebraría en el mismo lugar, del 23 al 25 de octubre. En diciembre de 2019, se anunció que Knotfest se realizaría en el Reino Unido por primera vez en 2020, el cual se canceló por la pandemia del COVID-19.

## Ediciones

### Knotfest 2012 – Council Bluffs[5]y Minneapolis[6]
| Council Bluffs        | Minneapolis              |
| Viernes, 17 de agosto | Sábado, 18 de agosto     |
| Slipknot              | Slipknot                 |
| Deftones              | Deftones                 |
| Serj Tankian          | Serj Tankian             |
| Prong                 | The Dilinger Escape Plan |
| Lamb of God           | Lamb of God              |
| Machine Head          | Machine Head             |
| The Urge              | Cannibal Corpse          |
| Dirtfedd              | Disconnect Hardcore      |
|                       | Prong                    |
|                       | Gojira                   |

### Knotfest, 2014: San Bernardino[7]
| Viernes, 24 de octubre  | Sábado, 25 de octubre | Domingo, 26 de octubre  |
| ----------------------- | --------------------- | ----------------------- |
| Suicide Silence         | Slipknot              | Slipknot                |
| The Black Dahlia Murder | Testament             | Five Finger Death Punch |
| The Athiarchists        | In This Moment        | Of Mice & Men           |
| Chelsea Grin            | Carcass               | Killswitch Engage       |
| Butcher Babies          | Danzig                | Napalm Death            |
| Alterbeast              | Fear Factory          | Volbeat                 |
|                         | The Devil Wears Prada | DevilDriver             |
|                         | Anthrax               | Whitechapel             |
|                         | The Faceless          | Avatar                  |
|                         | Black Label Society   | Tech N9ne               |
|                         | Maximum the Hormone   | Atreyu                  |
|                         | King 810              | Veil of Maya            |
|                         | Hatebreed             | Nothing More            |
|                         | Man with a Mission    | Hellyeah                |
|                         | Butcher Babies        | Upon a Burning Body     |
|                         | Miss May I            | Anti Mortem             |
|                         | One Ok Rock           | Motorgrader             |
|                         | Stands with Fists     | Fire from the Gods      |
|                         | Dehumanizer           | I, of Helix             |
|                         | Kings of Carnage      | A Threath to the Enemy  |
|                         | Play for Blood        | Still Not Dead          |
|                         | Shortfuse             | Attika 7                |
|                         | Otep                  | Exmortus                |
|                         | Prong                 | Rattlehead              |
|                         | Amen                  | The Athiarchists        |
|                         | Immolation            |                         |
|                         | The Athiarchists      |                         |

### Knotfest Japan 2014[8]
| Viernes, 17 de agosto | Sábado, 18 de agosto      |
| --------------------- | ------------------------- |
| Slipknot              | Slipknot                  |
| Limp Bizkit           | Korn                      |
| Lamb of God           | Trivium                   |
| Papa Roach            | In Flames                 |
| Bring Me the Horizon  | Five Finger Death Punch   |
| Miss May I            | Amon Amarth               |
| One Ok Rock           | Maximum the Hormone       |
| SiM                   | Man with a Mission        |
| Crossfaith            | Wagdug Futuristic Unity   |
| Coldrain              | AA=                       |
| Meaning               | Knock Out Monkey          |
| Crystal Lake          | Make My Day               |
| HenLee                | Silhouette from the Skylt |

### Knotfest 2015, San Bernardino[9]
| Viernes, 23 de octubre | Sábado, 24 de octubre   | Domingo, 25 de octubre |
| ---------------------- | ----------------------- | ---------------------- |
| Sepultura              | Judas Priest            | Slipknot               |
| The Faceless           | Body Count              | Bring Me the Horizon   |
| Rings of Saturn        | At the Gates            | Suicidal Tendencies    |
| Khaotika               | Korn                    | Cannibal Corpse        |
| Mothorbreath           | Mastodon                | Dying Fetus            |
|                        | Trivium                 | Clutch                 |
|                        | Red Fang                | All That Remains       |
|                        | Gwar                    | Bearthoot              |
|                        | Kataklysm               | Helmet                 |
|                        | Fire from the Gods      | Snot                   |
|                        | Corrosion of Conformity | Ghostface Killah       |
|                        | Battlecross             | Mobb Deep              |
|                        | Earth Crisis            | Devour the Day         |
|                        | Belphegor               | Internal Bleeding      |
|                        | Inquisition             | Green Death            |
|                        | Abysmal Dawn            | The ReAktion           |
|                        | Born of Osiris          | Kings of Carnage       |
|                        | Goatwhore               | I, of Helix            |
|                        | Abysmal Dawn            | Proletariart           |
|                        | Her Name in Blood       | Avoid the Void         |
|                        | Khaotika                | Abhor                  |
|                        | Buried Under Texas      | A Threat to the Enemy  |
|                        | Doomsday                | Stands with Fists      |
|                        | Mourning                | Paranova               |
|                        | Born for War            | Everybody Panic!       |
|                        | A Tragedy at Hand       | As Oceans              |
|                        | Grand Lord High Master  | Dead Animal            |
|                        | Piece in Terror         | Assembly Plant         |
|                        | Short Fuse              | Speaking with Ghost    |
|                        | Green as Emerald        | Xero for Life          |
|                        | Kaustik                 | The Darkest Day        |
|                        | Skyburial               |                        |
|                        | This Place Is a Zoo     |                        |
|                        | Chasing the Bullet      |                        |

### Knotfest Mexico 2015[10]
| Sábado, 5 de diciembre | Sábado, 5 de diciembre    |
| ---------------------- | ------------------------- |
| Slipknot               | Cradle of Filth           |
| Megadeth               | Ill iño                   |
| Lamb of God            | The Dillinger Escape Plan |
| HIM                    | Brujería                  |
| Resorte                | A Day to Remember         |
| Trivium                | 36 Crazyfists             |
| Atreyu                 | Here Comes the Kraken     |
| Asking Alexandria      | Everyone Likes Cathleen   |
| Tanus                  |                           |

### Ozzfest Meets Knotfest: San Bernardino 2016
| Viernes, 23 de septiembre | Sábado, 24 de septiembre | Domingo, 25 de septiembre |
| ------------------------- | ------------------------ | ------------------------- |
| Armored Saint             | Black Sabbath            | Slipknot                  |
| Metal Church              | Disturbed                | Slayer                    |
| Exmortus                  | Suicidal Tendencies      | Sabaton                   |
| Thrown into Exile         | Hatebreed                | Overkill                  |
|                           | Municipal Waste          | Amon Amarth               |
|                           | Megadeth                 | Suicide Silence           |
|                           | Opeth                    | Emmure                    |
|                           | Black Label Society      | Anthrax                   |
|                           | DevilDriver              | Trivium                   |
|                           | Goatwhore                | Motionless in White       |
|                           | Brujería                 | Butcher Babies            |
|                           | Kataklysm                | Man with a Mission        |
|                           | The Shrine               | Combichrist               |
|                           | Rival Sons               | Carnifex                  |
|                           | Huntress                 | Loathe                    |
|                           | Allageon                 | SiM                       |
|                           | Still Rebel              | ONI                       |
|                           |                          | Westfield Massacre        |

### Knotfest Mexico 2016[11]
| Sábado, 15 de octubre | Domingo, 16 de octubre  |
| --------------------- | ----------------------- |
| Avenged Sevenfold     | Meshuggah               |
| Slayer                | Killswitch Engage       |
| Marilyn Manson        | Sevendust               |
| Disturbed             | Hatebreed               |
| Chevelle              | DevilDriver             |
| Alesana               | The Black Dahlia Murder |
| Attila                | Volumes                 |
| S7N                   | Arcadia Libre           |

### Knotfest Japan 2016[12]
| Sábado, 5 de noviembre   | Domingo, 6 de noviembre |
| ------------------------ | ----------------------- |
| Slipknot                 | Slipknot                |
| Deftones                 | Marilyn Manson          |
| Disturbed                | Lamb of God             |
| A Day to Remember        | In Flames               |
| Hoobastank               | Anthrax                 |
| Issues                   | Butcher Babies          |
| SiM                      | Man with a Mission      |
| Rize                     | the GazettE             |
| Rottengraffty            | Crossfaith              |
| Oldcodex                 | MUCC                    |
| coldrain                 | Her Name in Blood       |
| Crystal Lake             | Crazy N' Sane           |
| A Crowd of Rebellion     | THE冠                   |
| Survive Said the Prophet | 魔法少女になり隊        |
| Jealkb                   | 彼女 in the Display     |
| The Sixth Lie            | Salty Dog               |

### Knotfest Mexico 2017[13]
| Sábado, 28 de octubre   |
| ----------------------- |
| A Perfect Circle        |
| Anthrax                 |
| Anti-Flag               |
| Korn                    |
| Children of Bodom       |
| Periphery               |
| Stone Sour              |
| Hatebreed               |
| Tech N9ne               |
| Bullet for My Valentine |
| Suicide Silence         |
| Cannibal Corpse         |
| S7N                     |
| Attila                  |
| Ill Niño                |
| Here Comes the Kraken   |
| Maximum the Hotmone     |
| Deadly Apples           |
| Cerberus                |
| ONI                     |
| Parazit                 |

### Ozzfest Meets Knotfest 2017[14]
| Viernes, 3 de noviembre | Sábado, 4 de noviembre | Domingo, 5 de noviembre |
| ----------------------- | ---------------------- | ----------------------- |
| Monster Magnet          | Ozzy Osbourne          | Rob Zombie              |
| Brant Bjork             | Kreator                | Testament               |
| Sasquatch               | 1349                   | Life of Agony           |
| Lo-Pain                 | Municipal Waste        | Sid Wilson              |
|                         | Prophets of Rage       | Marilyn Manson          |
|                         | Baroness               | The Black Dahlia Murder |
|                         | Possessed              | Stone Sour              |
|                         | Deftones               | Code Orange             |
|                         | High on Fire           | Upon a Burning body     |
|                         | Tombs                  | Repulsion               |
|                         | Children of Bodom      | Exhumed                 |
|                         | Orange Goblin          | Warbringer              |
|                         | Iron Reagan            | Ghoul                   |
|                         | Night Demon            | Eighteen Visions        |
|                         | Throw into Exile       | Prayers                 |
|                         | Kataklysm              | Stitched Up Heart       |
|                         | Suffocation            | Goatwhore               |
|                         | Rings of Saturn        | Oni                     |
|                         |                        | Death Angel             |
|                         |                        | Ded                     |
|                         |                        | Zombie Eating Horse     |

### Knotfest Colombia 2018[15]
| Viernes, 26 de octubre       |
| ---------------------------- |
| Judas Priest                 |
| Helloween                    |
| Kreator                      |
| Arch Enemy                   |
| Iron Reagan                  |
| Revocation                   |
| Goatwhore                    |
| Kilcrops                     |
| Under Threat                 |
| Masacre                      |
| Cuento de los Hermanos Grind |
| Pitbull                      |

### Knotfest Mexico 2018[16]
Cancelado

### Knotfest Meets Hellfest 2019[17]
| Jueves, 20 de junio |
| ------------------- |
| Slipknot            |
| Rob Zombie          |
| Sabaton             |
| Amon Amarth         |
| Papa Roach          |
| Powerwolf           |
| Behemoth            |
| Ministry            |
| Sick of It All      |
| Amaranthe           |

### Knotfest Meets Forcefest Mexico 2019[18]
| Sábado, 30 de noviembre |
| ----------------------- |
| Slipknot (cancelado)    |
| Evanescence (cancelado) |
| Godsmack                |
| 311                     |
| Carcass                 |
| Belphegor               |
| Suicidal Tendencies     |
| Cherry Bombs            |
| Behemoth                |
| Stratovarius            |
| Papa Roach              |
| Bullet for My Valentine |
| The Bronx               |
| Gore and Carnage        |
| Clandestino             |
| The Suffering           |
| Chelsea Grin            |
| Carajo                  |
| Tanus                   |
| Here Comes The Kraken   |
| Matherya                |
| Nothing More            |
| Of Mice & Men           |
| Cemican                 |
| Never Again             |
| Headcrusher             |
| Kaizan                  |
| 8 Kalacas               |
| Las Poker               |
| Project46               |
| Arcadia Libre           |
| Parazit                 |
| Hate Bullets            |
| Hankside                |
| Clandestino             |
| The Suffering           |
| Stone Leek              |
| Rejexion                |
| Ubon                    |
| Torcido Monkey Dream    |
| Deathdealers            |
| The Legion of Hetheria  |
| AFK                     |

### Knotfest Colombia 2019[20]
| Viernes, 6 de diciembre | Viernes, 6 de diciembre | Viernes, 6 de diciembre |
| Knot Stage              | Carnaval Stage          | Alternative Stage       |
| ----------------------- | ----------------------- | ----------------------- |
| Slipknot                | W.A.S.P.                | Carnifex                |
| Behemoth                | Accept                  | Koyi K Utho             |
| Testament               | Cherry Bombs            | Aire Como Plomo         |
| Unleashed               | Stratovarius            | Poker                   |
| A.N.I.M.A.L.            | Perpetual Warfare       | Gutgrinder              |
| Random Revenge          | Arzen                   |                         |
| Reencarnación           |                         |                         |

### Knotfest 2021: Iowa[22]
| Sábado, 25 de septiembre | Sábado, 25 de septiembre |
| Stage 1                  | Stage 2                  |
| ------------------------ | ------------------------ |
| Slipknot                 | Megadeth                 |
| Suicideboys              | Lamb of God              |
| Gojira                   | Trivium                  |
| Tech N9ne                | Fever 333                |
| Knocked Loose            | Turnstile                |
| Gatecreeper              | Vended                   |
| Widow7                   |                          |

### Knotfest 2021: Los Angeles[23]
| Viernes, 5 de noviembre |
| ----------------------- |
| Slipknot                |
| Bring Me the Horizon    |
| Cherry Bombs            |
| Killswitch Engage       |
| Fever 333               |
| Code Orange             |
| Vended                  |

### Knotfest Germany 2022[24]
| Sábado, 30 de julio |
| ------------------- |
| Slipknot            |
| In Flames           |
| Ghostemane          |
| Meshuggah           |
| Jinjer              |
| Tesseract           |
| Bleed from Within   |
| Malevolence         |
| Cattle Decapitation |
| Vended              |

### Knotfest Finland 2022[25]
| Viernes, 12 de agosto | Viernes, 12 de agosto      | Sábado, 13 de agosto | Sábado, 13 de agosto       |
| Main Stage            | Pulse of the Maggots Stage | Main Stage           | Pulse of the Maggots Stage |
| --------------------- | -------------------------- | -------------------- | -------------------------- |
| Nightwish             | Huora                      | Slipknot             | Houratron                  |
| Lamb of God           | Lähiöbotox                 | Bring Me the Horizon | Moon Shot                  |
| Arch Enemy            | Sara                       | Cradle of Filth      | Medeia                     |
| Stam1na               | Bloodred Hourglass         | Tesseract            | Stoned Statues             |
| Timo Rautianen & Trio |                            | Blind Channel        | Shiraz Lane                |
| Niskalaukaus          |                            |                      |                            |

### Knotfest Colombia 2022[26]
| Viernes, 9 de diciembre |
| ----------------------- |
| Judas Priest            |
| Pantera                 |
| Bring Me the Horizon    |
| Venom                   |
| Trivium                 |
| Sepultura               |
| Hypocrisy               |
| Vended                  |
| Suicide Silence         |
| Samael                  |
| Walls of Jericho        |
| Acutor                  |
| Ceguera                 |
| Templa in Cinere        |
| Ratos de Porão          |

### Knotfest Chile 2022[27]
| Domingo, 11 de diciembre | Domingo, 11 de diciembre                       |
| Knot Stage               | Circus Stage                                   |
| ------------------------ | ---------------------------------------------- |
| Slipknot                 | Judas Priest                                   |
| Pantera                  | Mr. Bungle                                     |
| Bring Me the Horizon     | Trivium                                        |
| Sepultura                | Tenemos Explosivos                             |
| Vended                   | Weichafe (cancelado)                           |
|                          | Rama (cancelado)                               |
|                          | Kuervos del Sur (cancelado antes del festival) |

### Knotfest Brasil 2022[30]
| Domingo, 18 de diciembre        | Domingo, 18 de diciembre |
| Knot Stage                      | Circus Stage             |
| ------------------------------- | ------------------------ |
| Slipknot                        | Judas Priest             |
| Bring Me the Horizon            | Pantera                  |
| Mr. Bungle                      | Sepultura                |
| Motionless in White (cancelado) | Trivium                  |
| Vended                          | Oitão + Jimmy & Rats     |
| Project46                       |                          |
| Black Pantera                   |                          |

### Knotfest Australia 2023: Melbourne, Sídney, Brisbane[32][33][34]
| 24, 25 y 26 de marzo          | 24, 25 y 26 de marzo |
| ----------------------------- | -------------------- |
| Slipknot                      | Parkway Drive        |
| Megadeth                      | Trivium              |
| Northlane                     | Amon Amarth          |
| In Flames                     | Story of the Year    |
| Spiritbox                     | Knocked Loose        |
| Alpha Wolf                    | Void of Vision       |
| Bad Omens (excepto Melbourne) | Malevolence          |

### Knotfest Japan 2023[35]
| Sábado, 1 de abril       | Domingo, 2 de abril             |
| ------------------------ | ------------------------------- |
| Slipknot                 | Slipknot                        |
| Trivium                  | Korn                            |
| Man with a Mission       | Maximum the Hormone             |
| In Flames                | Parkway Drive                   |
| The Oral Cigarettes      | Coldrain                        |
| Enter Shikari            | Noisemaker                      |
| Rottengraffty            | Fear, and Loathing in Las Vegas |
| Survive Said the Prophet | Petit Brabancon                 |
| Red Orca                 | Paledusk                        |
| Crystal Lake             | THE SIXTH LIE                   |
| A Crowd of Rebellion     | 魔法少女になり隊                |
| CVLTE                    | PRAISE                          |
| THE冠                    | HIKAGE                          |
| Asterism                 |                                 |
| Ailiph Doepa             |                                 |
| Wagadama Rakia           |                                 |

### Knotfest Italia 2023[36]
| Domingo, 25 de junio |
| -------------------- |
| Slipknot             |
| Architects           |
| Amon Amarth          |
| I Pravail            |
| Lorna Shore          |
| Nothing More         |
| Bleed from Whithin   |
| Destrage             |

### Knotfest Australia 2024: Melbourne, Sídney, Brisbane[37][38][39]
| 21, 23 y 24 de marzo | 21, 23 y 24 de marzo |
| -------------------- | -------------------- |
| Pantera              | Disturbed            |
| Lamb of God          | Halestorm            |
| The Hu               | Asking Alexandria    |
| Wage War             | Thy Art Is Murder    |
| Escape the Fate      | Skindred             |
| Speed                | Windwaker            |
| Brand of Sacrifice   | King Parrot          |

### Knotfest 2024: Iowa[40]
| Sábado, 21 de septiembre |
| ------------------------ |
| Slipknot                 |
| Till Lindemann           |
| Knocked Loose            |
| Hatebreed                |
| Poison the Well          |
| Gwar                     |
| Vended                   |
| Dying Wish               |
| Zulu                     |
| Twin Temple              |
| Holy Wars                |
| Swollen Teeth            |
| Spinde                   |
| Dose                     |

### Knotfest Brasil 2024[41]
| Sábado, 19 de octubre | Sábado, 19 de octubre | Domingo, 20 de octubre | Domingo, 20 de octubre   |
| Knotstage             | Maggot Stage          | Knotstage              | Maggot Stage             |
| --------------------- | --------------------- | ---------------------- | ------------------------ |
| Slipknot              | Ratos de Porão        | Slipknot               | Black Pantera            |
| Mudvayne              | Krisiun               | Bad Omens              | Ego Kill Talent          |
| Amon Amarth           | Project46             | Till Lindemann         | Seven Hours After Violet |
| Meshuggah             | Eminence              | Babymetal              | Korzus                   |
| Dragonforce           | Kryour                | P.O.D.                 | Papangu                  |
| Orbit Culture         | Eskröta               | Poppy                  | The Mönic                |

### Knotfest Argentina 2024[42]
| Sábado, 26 de octubre |
| --------------------- |
| Slipknot              |
| Amon Amarth           |
| Meshuggah             |
| Babymetal             |
| Arde La Sangre        |
| NVLO                  |

### Knotfest Chile 2024[43]
| Sábado, 2 de noviembre | Sábado, 2 de noviembre |
| ---------------------- | ---------------------- |
| Stage A                | Stage B                |
| Slipknot               | Disturbed              |
| Mudvayne               | Amon Amarth            |
| Babymetal              | Poppy                  |
| Orbit Culture          | Rama                   |
| Mawiza                 | SVVVNT                 |
| Nico Borie             |                        |

### Knotfest Australia 2025: Melbourne, Brisvane y Sídney[44][45][46]
| 28 de febrero - 2 y 8 de marzo |
| ------------------------------ |
| Slipknot                       |
| A Day to Remember              |
| Babymetal                      |
| Slaughter to Prevail           |
| Polaris                        |
| Within Temptation              |
| Enter Shikari                  |
| Hatebreed                      |
| In Hearts Wake                 |
| Health                         |
| Miss May I                     |
| Vended                         |
| Sunami                         |

### Knotfest Mexico 2025:[47]
| 6 de diciembre       |
| -------------------- |
| Marilyn Manson       |
| Falling in Reverse   |
| Slaughter to Prevail |
| Shinedown            |
| While She Sleeps     |
| HANABIE              |
| Fit for an Autopsy   |